# Тітіріджі акреський
Тітірі́джі акреський (Hemitriccus cohnhafti) — вид горобцеподібних птахів родини тиранових (Tyrannidae). Мешкає в Південній Америці.

## Опис
Голова зеленувато-оливкова, тім'я поцятковане темними смужками. Обличчя жовтувато-коричневе. Верхня частина тіла темно-зелена. Нижня частина тіла і боки оливково-зелені, горло і груди поцятковані кремово-жовтими смужками. Нижня частина живота і гузка жовтуваті. Махові пера чорнуваті, на крилах жовті смуги. Очі кремові, дзьоб чорнуватий, знизу біля основи кремовий, лапи сірі.

## Поширення і екологія
Акреські тітіріджі мешкають в долині річки Акрі, в бразильському штаті Акрі і перуанському регіоні Мадре-де-Дьйос, а також, імовірно, в болівійському департаменті Пандо. Вони живуть в підліску вологих рівнинних тропічних лісів. Живляться безхребетними.

## Збереження
МСОП класифікує стан збереження цього виду як близький до загрозливого. Акреським тітіріджі може загрожувати знищення природного середовища.